# Langrend under vinter-OL 2010 – Kvindernes sprint
Kvindernes sprint i Langrend under Vinter-OL 2010 blev afholdt 17. februar 2010 i Whistler Olympic Park i Whistler, Canada.

## Resultater

### Kvartifinaler
1. kvartfinale
| Plac | Nr. | Navn            | Land      | Tid    | Deficit | Noter |
| ---- | --- | --------------- | --------- | ------ | ------- | ----- |
| 1    | 1   | Marit Bjørgen   | Norge     | 3:35.4 | +0.0    | Q     |
| 2    | 11  | Astrid Jacobsen | Norge     | 3:39.0 | +3.6    | Q     |
| 3    | 10  | Kikkan Randall  | USA       | 3:39.4 | +4.0    | Q     |
| 4    | 20  | Kirsi Perälä    | Finland   | 3:39.7 | +4.3    |       |
| 5    | 21  | Vesna Fabjan    | Slovenien | 3:43.7 | +8.3    |       |
| 6    | 30  | Doris Trachsel  | Schweiz   | 3:44.7 | +9.3    |       |

2. Kvartfinale
| Plac | Nr. | Navn                 | Land      | Tid    | Deficit | Noter |
| ---- | --- | -------------------- | --------- | ------ | ------- | ----- |
| 1    | 4   | Magda Genuin         | Italien   | 3:41.9 | +0.0    | Q     |
| 2    | 14  | Natalya Korostelyova | Rusland   | 3:42.9 | +1.0    | Q     |
| 3    | 24  | Katrin Zeller        | Tyskland  | 3:43.0 | +1.1    |       |
| 4    | 7   | Katja Visnar         | Slovenien | 3:43.5 | +1.6    |       |
| 5    | 17  | Daria Gaiazova       | Canada    | 3:44.4 | +2.5    |       |
| 6    | 27  | Hanna Falk           | Sverige   | 4:22.5 | +40.6   |       |

3. Kvartfinale
| Plac | Nr. | Navn                  | Land      | Tid    | Deficit | Noter |
| ---- | --- | --------------------- | --------- | ------ | ------- | ----- |
| 1    | 5   | Justyna Kowalczyk     | Polen     | 3:38.8 | +0.0    | Q     |
| 2    | 6   | Virpi Kuitunen        | Finland   | 3:39.9 | +1.1    | Q     |
| 3    | 25  | Ida Ingemarsdotter    | Sverige   | 3:40.0 | +1.2    |       |
| 4    | 16  | Alena Procházková     | Slovakiet | 3:40.1 | +1.3    |       |
| 5    | 15  | Pirjo Muranen         | Finland   | 3:41.7 | +2.9    |       |
| 6    | 26  | Yevgeniya Shapovalova | Rusland   | 3:43.2 | +4.4    |       |

4. Kvartfinale
| Plac | Nr. | Navn                | Land      | Tid    | Deficit | Noter |
| ---- | --- | ------------------- | --------- | ------ | ------- | ----- |
| 1    | 19  | Petra Majdič        | Slovenien | 3:40.2 | +0.0    | Q     |
| 2    | 12  | Katerina Smutna     | Østrig    | 3:40.5 | +0.3    | Q     |
| 3    | 2   | Aino-Kaisa Saarinen | Finland   | 3:40.7 | +0.5    |       |
| 4    | 9   | Nicole Fessel       | Tyskland  | 3:41.2 | +1.0    |       |
| 5    | 29  | Hanna Kolb          | Tyskland  | 3:41.6 | +1.4    |       |
| 6    | 22  | Madoka Natsumi      | Japan     | 3:42.6 | +2.4    |       |

5. Kvartfinale
| Plac | Nr. | Navn                   | Land     | Tid    | Deficit | Noter |
| ---- | --- | ---------------------- | -------- | ------ | ------- | ----- |
| 1    | 3   | Anna Olsson            | Sverige  | 3:36.5 | +0.0    | Q     |
| 2    | 13  | Magdalena Pajala       | Sverige  | 3:37.7 | +1.2    | Q     |
| 3    | 8   | Celine Brun-Lie        | Norge    | 3:39.7 | +3.2    | Q     |
| 4    | 28  | Maiken Caspersen Falla | Norge    | 3:41.6 | +5.1    |       |
| 5    | 23  | Aurore Cuinet          | Frankrig | 3:48.7 | +12.2   |       |
| 6    | 18  | Chandra Crawford       | Canada   | 3:50.0 | +13.5   |       |

### Semifinaler
1. Semifinale
| Plac | Nr. | Navn                 | Land    | Tid    | Deficit | Noter |
| ---- | --- | -------------------- | ------- | ------ | ------- | ----- |
| 1    | 1   | Marit Bjørgen        | Norge   | 3:39.3 | +0.0    | Q     |
| 2    | 4   | Magda Genuin         | Italien | 3:42.2 | +2.9    | Q     |
| 3    | 11  | Astrid Jacobsen      | Norge   | 3:44.2 | +4.9    |       |
| 4    | 10  | Kikkan Randall       | USA     | 3:45.9 | +6.6    |       |
| 5    | 6   | Virpi Kuitunen       | Finland | 3:46.4 | +7.1    |       |
| 6    | 14  | Natalya Korostelyova | Rusland | 3:48.1 | +8.8    |       |

2. Semifinale
| Plac | Nr. | Navn              | Land      | Tid    | Deficit | Noter |
| ---- | --- | ----------------- | --------- | ------ | ------- | ----- |
| 1    | 5   | Justyna Kowalczyk | Polen     | 3:38.0 | +0.0    | Q     |
| 2    | 3   | Anna Olsson       | Sverige   | 3:38.7 | +0.7    | Q     |
| 3    | 8   | Celine Brun-Lie   | Norge     | 3:40.1 | +2.1    | Q     |
| 4    | 19  | Petra Majdič      | Slovenien | 3:41.2 | +3.2    | Q     |
| 5    | 13  | Magdalena Pajala  | Sverige   | 3:45.0 | +7.0    |       |
| 6    | 12  | Katerina Smutna   | Østrig    | 3:45.1 | +7.1    |       |

### Finale
| Plac | Nr. | Navn              | Land      | Tid    | Deficit | Noter |
| ---- | --- | ----------------- | --------- | ------ | ------- | ----- |
| 1    | 1   | Marit Bjørgen     | Norge     | 3:39.2 | +0.0    |       |
| 2    | 5   | Justyna Kowalczyk | Polen     | 3:40.3 | +1.1    |       |
| 3    | 19  | Petra Majdič      | Slovenien | 3:41.0 | +1.8    |       |
| 4    | 3   | Anna Olsson       | Sverige   | 3:41.7 | +2.5    |       |
| 5    | 4   | Magda Genuin      | Italien   | 3:49.1 | +9.9    |       |
| 6    | 8   | Celine Brun-Lie   | Norge     | 3:51.5 | +12.3   |       |